# Anders Angerstein

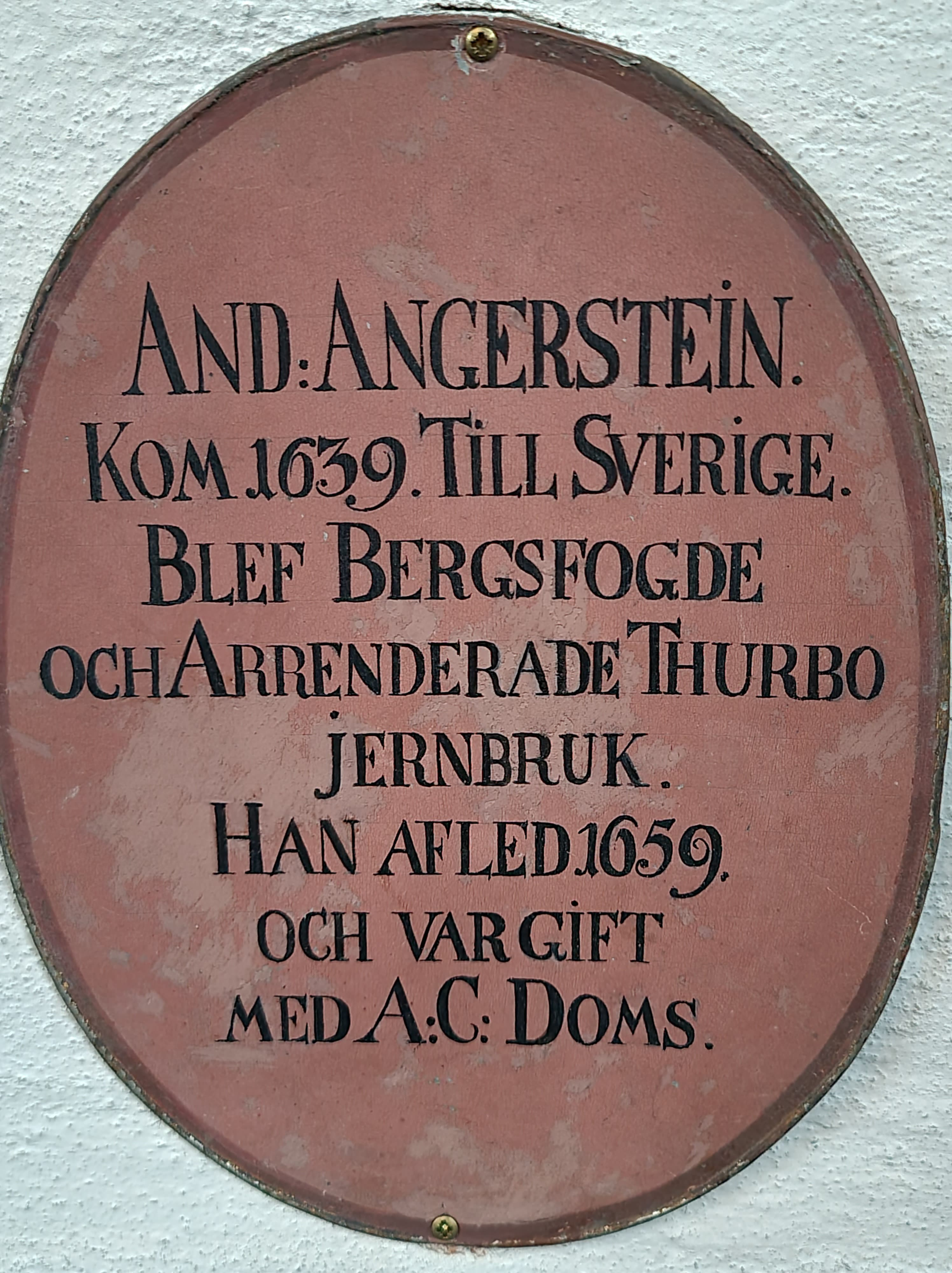
Anvapen för Anna Elisabeth Angerstein i Västerås domkyrka, där farfars far, Anders Angerstein, redovisas.

Anders von Angerstein, latiniserat Andrae Angerstein, född 1614, död 12 september 1659, var en tysk-svensk bergsbrukpatron.

## Biografi
Anders Angerstein ska ha fötts 1614 i Angerstein (Nörten-Hardenberg), Niedersachsen, Tysk-romerska riket. Uppgifter anger Ungern som släktens ursprungliga härkomst. Anders Angerstein var gift med Anna Katarina, född Domb. De fick barnen Johan Angerstein och Catharina, gift med Petrus Petrinus Torpensis, son till Petrus Petri Torpensis.
Angerstein immigrerade i sällskap med några andra bergsmän till Sverige från Nederländerna 1639 och erhöll anställning hos sin landsman Marcus Kock, som 1626 kommit till Sverige och blivit befordrad till svensk myntmästare av kung Gustav II Adolf. Angerstein biträdde honom i att upprätta Avesta kopparverk, som vid den tiden blivit överlämnat till Falu bergslag av regeringen och det så kallade kopparkompaniet. Angerstein arrenderade därjämte för egen del Turbo bruk i Hedemora socken.
Han rekryterades 1652 till en tjänst hos greven av Stolberg som direktör för dennes järnförädlingsverk vid Lüttich. Han återkom dock till Sverige, men dog kort därpå.
Bland de förbättringar Angerstein införde under sin tid i Sverige hör ett nytt och ändamålsenligare kolningssätt.